# Симикот
Симикот (непальск. सिमीकोट) — город на северо-западе Непала. Административный центр района Хумла, входящего в зону Карнали Среднезападного региона страны.
Расположен на высоте 2812 м над уровнем моря. Обслуживается аэропортом Симикот. Город не связан с дорожной сетью страны; дорога, идущая с юга, заканчивается в городе Джумла, расположенном в 86 км к юго-востоку от Симикота.
Была построена автомобильная дорога (без покрытия), связывающая Симикот с городом Хилса, расположенном в 51 км к северо-западу, на границе с Тибетским автономным районом Китая.
Население города по данным переписи 2011 года составляет 4341 человек, из них 2289 мужчин и 2052 женщины.